# Isophya stenocauda
Isophya stenocauda är en insektsart som beskrevs av Willy Adolf Theodor Ramme 1951. Isophya stenocauda ingår i släktet Isophya och familjen vårtbitare. Inga underarter finns listade i Catalogue of Life.